# Малацки

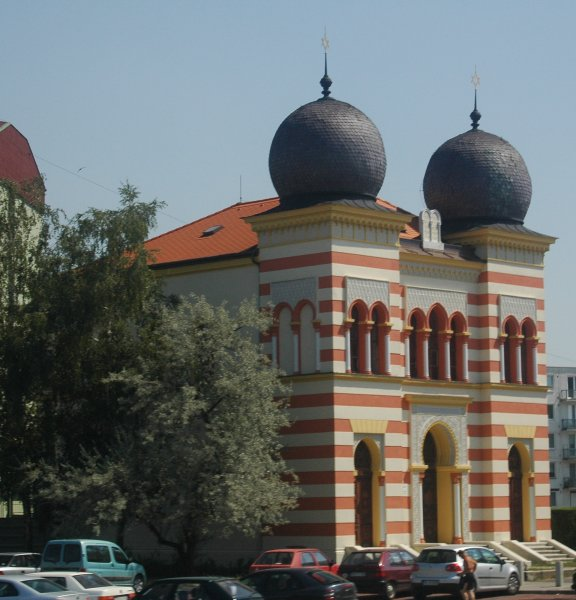
Синагога

Малацки (словац. Malacky, нем. Malatzka), город в Западной Словакии, расположенный на юге Загорской низменности. Население города — около 17 тысяч человек. Малацки — самый западный город Словакии, в одноимённом районе расположен и самый западный населённый пункт Словакии — Загорска Вес[значимость факта?].

## История
Первое упоминание о Малацках происходит с 1206 года как о «поселении при речке Малина — Малучка», венг. Maliscapotoca. 300 лет Малацки были владением дворянского рода Гонт-Познанских, потом роду Балаш, которые сделали Малацки центром Плавецкого панства, а позже, следующих 300 лет, семье Палффи, которые много сделали для процветания города.
В 1891 году через Малацки прошла железная дорога Братислава-Скалица и с тех пор город стал промышленным центром южного Загорья.

## Население
| Год:                | 1994   | 2004    | 2014    | 2024    |
| ------------------- | ------ | ------- | ------- | ------- |
| Количество человек: | 17 753 | 17 858  | 17 135  | 18 810  |
| Разница:            |        | +0,59 % | −4,04 % | +9,77 % |

## Достопримечательности
- Приходской костёл
- Синагога
- В 9 километрах к северо-востоку от города находится площадка для учебных авиационных стрельб и бомбометания
- В 8 километрах к юго-востоку от города находится база ВВС Словакии Малацки

## Города-побратимы
- Жнин (пол. Żnin), Польша
- Весели-над-Моравоу (чеш. Veselí nad Moravou), Чехия

## Известные уроженцы и жители
- Стефан Люкс, венгерский журналист, актёр и писатель.
- Иштван Фридрих, премьер-министр Венгрии в 1919 г.
- Бенка, Мартин, художник.
- Ладислав Питтнер, политик, государственный и общественный деятель, министр внутренних дел (1990—1992, 1994, 1998—2001), руководитель Словацкой разведывательной службы (2003—2006).